# Suzanne Clément
Suzanne Clément (Montréal, 12 maggio 1969) è un'attrice canadese.

## Biografia
Clément si è diplomata nel 1993 presso il Conservatoire d'art dramatique di Montréal. Dal 2006 al 2009 ha interpretato la protagonista Sophie Paquin nella serie televisiva Les Hauts et les Bas de Sophie Paquin. Nel 2012 ha acquisito notorietà recitando come co-protagonista nel film Laurence Anyways e il desiderio di una donna... di Xavier Dolan, al fianco di Melvil Poupaud. La sua interpretazione le ha valso il premio come miglior attrice nella sezione Un Certain Regard del Festival di Cannes 2012 (ex aequo con Émilie Dequenne per À perdre la raison). Ha inoltre recitato in altri due film di Dolan, ossia J'ai tué ma mère (2009) e Mommy (2014).

## Filmografia

### Cinema
- Il confessionale (Le Confessionnal), regia di Robert Lepage (1995)
- 2 secondes, regia di Manon Briand (1998)
- Viens dehors!, regia di Éric Tessier (1998) - cortometraggio
- Quand je serai parti... vous vivrez encore, regia di Michel Brault (1999)
- Foie de canard et cœur de femme, regia di Stéphane Lapointe (2001) - cortometraggio
- Atomic Saké, regia di Louise Archambault (2001) - cortometraggio
- L'Audition, regia di Luc Picard (2005)
- La Brunante, regia di Fernand Dansereau (2007)
- Express, regia di Eric Piccoli (2008) - cortometraggio
- C'est pas moi, je le jure!, regia di Philippe Falardeau (2008)
- J'ai tué ma mère, regia di Xavier Dolan (2009)
- Y'en aura pas de facile, regia di Marc-André Lavoie (2010)
- Tromper le silence, regia di Julie Hivon (2010)
- Laurence Anyways e il desiderio di una donna... (Laurence Anyways), regia di Xavier Dolan (2012)
- Amsterdam, regia di Stefan Miljevic (2013)
- Mommy, regia di Xavier Dolan (2014)
- À la vie, regia di Jean-Jacques Zilbermann (2014)
- Sitting on the Edge of Marlene, regia di Ana Valine (2014)
- Fall, regia di Terrance Odette (2014)
- Guibord s'en va-t-en guerre, regia di Philippe Falardeau (2015)
- Early Winter, regia di Michael Rowe (2015)
- Taulardes, regia di Audrey Estrougo (2015)
- Les Premiers, les Derniers, regia di Bouli Lanners (2016)
- The Other Half, regia di Joey Klein (2016)
- C'est la vie - Prendila come viene (Le Sens de la fête), regia di Éric Toledano e Olivier Nakache (2017)
- Numéro une, regia di Tonie Marshall (2017)
- Fantasie (Les Fantasmes), regia di David e Stéphane Foenkinos (2021)
- Un vizio di famiglia (L'Origine du mal), regia di Sébastien Marnier (2022)
- Lupi mannari (Loups-garous), regia di François Uzan (2024)

### Televisione
- Les transistors – serie TV (1982)[1]
- Watatatow – serie TV (1992-1996)
- Scoop IV – serie TV, 1 episodio (1995)
- Les Machos – serie TV (1995)
- Sous le signe du lion – serie TV (1997)
- Opération Tango – serie TV (1999)
- L'Ombre de l'épervier – serie TV (2000)
- La Vie, la vie – serie TV, 4 episodi (2001)
- Jean Duceppe – miniserie TV (2002)
- Grande ourse – serie TV, 1 episodio (2004)
- Smash – miniserie TV (2004)
- Cover Girl – serie TV, 6 episodi (2005)
- Trudeau II: Maverick in the Making, regia di Tim Southam – film TV (2005)
- Les Hauts et les Bas de Sophie Paquin – serie TV, 45 episodi (2006-2009)
- Les Rescapés – serie TV, 1 episodio (2010)
- Unité 9 – serie TV, 25 episodi (2012-2013)
- Versailles – serie TV, 9 episodi (2017)
- La foresta (La forêt), regia di Julius Berg – miniserie TV (2017)
- Lavoro a mano armata (Dérapages), regia di Ziad Doueiri – miniserie TV (2020)
- Bulle, regia di Anne Deluz – miniserie TV (2020)
- Stat – serie TV, 338 episodi (2022-2025)
- The Sticky – serie TV, 5 episodi (2024)

## Videografia
- Prendre le temps, di Léandre (1990)
- Goodbye My Love, di Léandre (1991)

## Riconoscimenti
- Festival di Cannes
  - 2012 – Miglior attrice (sezione Un Certain Regard), per Laurence Anyways e il desiderio di una donna...
- Jutra Awards
  - 2005 – Candidatura a miglior attrice, per L'Audition
  - 2008 – Candidatura a miglior attrice non protagonista, per La Brunante
  - 2009 – Candidatura a miglior attrice, per C'est pas moi, je le jure!
  - 2011 – Candidatura a miglior attrice, per Tromper le silence
  - 2013 – Candidatura a miglior attrice, per Laurence Anyways e il desiderio di una donna...
  - 2015 – Miglior attrice non protagonista, per Mommy
- Canadian Screen Awards
  - 2015 – Miglior attrice non protagonista, per Mommy
- Genie Awards
  - 2006 – Candidatura a miglior attrice non protagonista, per L'Audition
  - 2013 – Candidatura a miglior attrice protagonista, per Laurence Anyways e il desiderio di una donna...
- Prix Gémeaux
  - 2007 – Miglior attrice in una commedia, per Les Hauts et les Bas de Sophie Paquin
  - 2008 – Miglior attrice in una commedia, per Les Hauts et les Bas de Sophie Paquin
  - 2009 – Candidatura a miglior attrice in una commedia, per Les Hauts et les Bas de Sophie Paquin

## Doppiatrici italiane
Nelle versioni in italiano delle opere in cui ha recitato, Suzanne Clément è stata doppiata da:
- Francesca Fiorentini in C'est la vie - Prendila come viene, La foresta, Era mio figlio, Lupi mannari
- Sonia Mazza in J'ai tué ma mere, Laurence Anyways e il desiderio di una donna...
- Chiara Colizzi in Mommy
- Giuppy Izzo in Sophie Paquin
- Sabrina Duranti in Paté d'anatra e cuore di donna
- Roberta Greganti in Versailles